# Armylaena pulchella
Armylaena pulchella là một loài bọ cánh cứng trong họ Cerambycidae.